# Mob Rules (Album)
Mob Rules ist das zehnte Studioalbum der Heavy-Metal-Band Black Sabbath. Es ist das zweite Album mit dem Sänger Ronnie James Dio. Aufgenommen wurde es in den Record Plant Studios unter der Leitung von Martin Birch.

## Hintergrund
Musikalisch unterscheidet sich das Album von seinem Vorgänger Heaven and Hell dadurch, dass es nicht mehr so bombastisch und majestätisch klingt, sondern einen eher aggressiven Sound hat. Trotzdem wurde das Album fast so oft wie Heaven and Hell verkauft: In Großbritannien erreichte es Platz #12 der Charts und in den USA Platz #29.
Das Coverartwork, gezeichnet von Greg Hildebrant, zeigt mehrere vermummte, ärmlich aussehende Gestalten vor einer Steinmauer auf der mit roter Farbe Band- und Albenname gezeichnet sind. Es kursiert das Gerücht, dass zu Boden der Personen der Schriftzug „Kill Ozzy“ in die Steinfliesenfugen gezeichnet wurde. Ob dies beabsichtigt ist, ist allerdings fragwürdig, zumal es Greg Hildebrant selbst bestreitet.
Einige CD-Veröffentlichungen haben ein anderes Backcover, dort erscheint eine andere Titelliste und das Design weicht etwas vom ursprünglichen ab.

## Titelliste
Alle Songs wurden von Butler, Iommi, Dio und Appice geschrieben.
1. Turn up the Night – 3:42
2. Voodoo – 4:32
3. The Sign of the Southern Cross – 7:45
4. E5150 – 2:54
5. The Mob Rules – 3:15
6. Country Girl – 4:02
7. Slipping Away – 3:46
8. Falling Off the Edge of the World – 5:03
9. Over and Over – 5:28

## Songinfos
E5150 ist ein Codewort für „Evil“. Ändert man die arabischen Ziffern in römische Zahlen um, ergibt sich 5 = V, 1 = I und 50 = L. Die Lieder Mob Rules und E5150 befinden sich auch auf dem Soundtrack zu dem Film Heavy Metal. Die Band The Sign of the Southern Cross benannte sich nach dem gleichnamigen Song auf dem Album.

## Singleauskopplungen
- Der Titeltrack wurde ausgekoppelt und konnte sich in Großbritannien auf Platz #46 der Charts platzieren.[1]
- In Amerika erschienen Voodoo und Turn up the Night als Singles. Beide platzierten sich in den Billboard-Mainstream-Rock-Charts.[2]